# Бернар Биго
Бернар Биго (на френски: Bernard Bigot) е френски учен, бивш главен администратор на Комисариата по атомна енергия и настоящ генерален директор на международния инженерно-изследователски проект ITER. Председател е на управителния съвет на две висши френски учебни заведения и е заемал ръководни длъжности в Министерството на националното образование, висшите училища и науката на Франция.

## Биография
Бернар Биго е роден на 24 януари 1950 г. в Блоа, Франция. Завършва „Екол нормал сюпериор дьо Фонтане-Сен Клод“. Впоследствие завършва Университет Париж-XI: Париж-юг и Университет Париж-VI: Пиер и Мария Кюри. Притежава научна степен агреже на физическите науки и две докторантури във физическите и химическите науки

## Кариера
В периода 1996 – 1997 г. е главен директор на научните изследвания и технологии в Министерството на националното образование, висшите училища и науката на Франция, а от 1998 г. до 2000 г. е заместник-директор на научните изследвания.
От 2000 г. до 2003 г. е директор на Лионската висша школа за химия, физика и електроника.
Между 1998 г. и 2002 г. е директор на Института за изследвания на катализа (UPR 5401).
Той е началник-кабинет на заместник-министъра на научните изследвания и нови технологии Клоди Еньоре между 2000 г. и 2002 г. В същия период е и заместник директор на кабинета на Люк Фери, министър на младежта, националното образование и науката.
През 2003 г. е назначен за върховен комисар на атомната енергия. Той е на този пост до май 2009 г.
През януари същата година поема поста на генерален администратор на Комисариата по атомна енергия, а с декрет от 20 февруари 2009 г. е назначен и в съвета на директорите на Areva NC. През 2011 г. е преназначен за генерален администратор на Комисариата по атомна енергия за период от 3 години.
В началото на 2011 г. е назначен за председател на съвета на директорите на Лионската висша школа за химия, физика и електроника.
От юли 2013 г. е председател на съвета на директорите на Националната висша пкола за електротвхника и механика в Нанси.
През 2014 г. е обявено, че той ще наследи Осаму Мотоджима на поста генерален директор на международния инженерно-изследователски проект ITER. Той встъпва в длъжност на 5 март 2015 г.
На 23 – 25 май 2018 г. участва във френска делегация, начело с Еманюел Макрон, която е на визита в САЩ с цел разговори с Доналд Тръмп относно иранската ядрена сделка от 2015 г.

## Други длъжности
Член е на Френското дружество по химия (Société française de chimie) от 1986 г. От 2006 г. е и член на Икономическия съвет за отбрана (Conseil économique de la Défense).
Администратор е на Националния компютърен център за висше образование (Centre informatique national de l'enseignement supérieur) и е президент на Фондация Maison de la Chimie.
На 1 октомври 2011 г. Бернар Биго е назначен за 2-годишен мандат като президент на Националния алианс за координация на научните изследвания в областта на енергетиката (Alliance nationale de coordination de la recherche pour l’énergie).
От 8 декември 2015 г. е председател на Фондацията за Университета на Лион (Fondation pour l’Université de Lyon).
Член е на обществения клуб „La Siècle“.

## Отличия
- Командир на Орден на почетния легион[8]
- Офицер на Орден за Национални заслуги на Френската република
- Кавалер на Орден „Академични палми“